# After : Chapitre 1
Pour les articles homonymes, voir After.
Série After
After : Chapitre 2
(2020)
Pour plus de détails, voir Fiche technique et Distribution.
After : Chapitre 1, ou After : La Rencontre au Québec (After), est un film romantique américain réalisé par Jenny Gage, sorti en 2019.
Le film est adapté du roman du même nom écrit par Anna Todd et publié en 2014, phénomène littéraire qui avait commencé comme une simple fanfiction sur la plateforme Wattpad.
Il est adapté du roman After, saison 1 d'Anna Todd et constitue le premier volet de la série de films After. Il est suivi par After : Chapitre 2.

## Synopsis
Depuis son plus jeune âge, Tessa Young est promise à un avenir tout tracé : une vie rangée, une brillante carrière, un mariage tranquille avec son petit ami de toujours. Jusqu’à sa rencontre avec Hardin Scott à son arrivée à l’université. Arrogant, grossier, provocateur, cruel, c’est le garçon le plus détestable qu’elle ait jamais croisé. Et pourtant, ce bad boy tatoué pourrait bien lui faire perdre tout contrôle.
Tessa Young, étudiante sérieuse, fille dévouée et petite amie au grand cœur, entre faire son premier semestre à l'université. Armée de grandes ambitions pour son avenir, son monde protégé et sécurisé s'ouvre lorsqu'elle se retrouve en tête-à-tête avec le mystérieux Hardin Scott, un rebelle magnétique et menaçant qui remet en question sa vie personnelle et son avenir qu'elle pensait connaître.
Tessa Young, s'installe dans son dortoir à l'aide de sa mère et de son petit-ami Noah. Elle découvre sa camarade de chambre, Steph et sa petite-amie Tristan. Sa mère est mécontente, pensant qu'elles sont de mauvaises influences pour Tessa et demande à ce qu'elle change de chambre. Cependant, Tessa assure que rien ne la distraira.
Le lendemain est le premier jour de Tessa à l'Université et elle se lie d'amitié avec Landon. Tessa retrouve Hardin Scott dans sa chambre, elle est embarrassée de le voir en sortant de sa douche, entourée d'une serviette de bain. Steph invite Tessa à une fête avec ses amis mais cette dernière refuse. Le jour suivant, elle tombe sur Hardin dans un café avec Molly et Zed. Elle revoit à nouveau Steph mais cette fois à la bibliothèque qui insiste pour que Tessa assiste à la fête. Steph, Molly, Zed, Hardin et Jace la convainquent de boire.
Dans le jeu Action ou Vérité, Tessa révèle être encore vierge et est défiée d'embrasser Hardin. Cependant, elle refuse, à la surprise générale. Elle appelle son petit-ami Noah mais il désapprouve qu’elle ait bu et fait la fête. Déçue, elle raccroche et se promène dans la fraternité où elle se retrouve accidentellement dans la chambre de Hardin. En parcourant la chambre, Tessa trouve le livre Les Hauts de Hurlevent et Hardin revient mais elle commence à partir de la chambre. En classe de littérature, Tessa s'assoit à côté de Landon et débat avec Hardin à propos du livre Orgueil et Préjugés. Landon va alors révéler à Tessa que Hardin et lui ont un lien de parenté puisque sa mère est fiancée au père de Hardin. Ce dernier s'approche de Tessa et insiste pour qu'ils recommencent, l'invitant dans un lac. Pendant qu'ils nagent, Hardin déclare qu'il lui est impossible de rester loin d’elle et l'embrasse. Ils se dirigent ensuite vers un restaurant et rencontre Molly et Zed, qui provoquent la colère de Hardin et demande à Tessa de rester près du bar. Tessa dit à Hardin qu'elle va en parler à Noah mais Hardin l'en empêche car ils n'ont pas rendez-vous ce qui déçoit Tessa. Noah rend visite sans prévenir à Tessa et l'emmène au feu de joie.
Au jeu d'aspirer et souffler, Jace omet d'embrasser Tessa, provoquant alors une bagarre entre Hardin et lui. Tandis que Noah et Tessa dorment au dortoir, cette dernière est réveillée par un appel de Landon qui lui demande de venir voir si Hardin est bourré. Elle réconforte ce dernier, ils se réconcilient et s'embrassent. Le lendemain, Tessa retourne voir Noah au dortoir, qui a depuis découvert sa relation avec Hardin, il part le cœur brisé. La mère de Tessa est informée de cette rupture. Cette dernière officialise sa relation avec Hardin mais elle est menacée par sa mère qui lui demande de changer de chambre, dans le but de faire cesser sa relation avec Hardin, que sa mère juge pernicieuse.
Hardin trouve un appartement pour y installer son couple et il assiste avec Tessa au mariage du père de Hardin et de la mère de Landon. Ce dernier révèle que son père était un alcoolique et que sa mère était agressée par un des hommes ivres avec qui son père s'était fâché. Tessa le réconforte et ils rentrent dans leur appartement pour faire l'amour. Dans la scène suivante, alors qu'ils sont tous les deux dans la baignoire, Hardin écrit « Je t'aime » sur le dos de Tessa.
Pendant ce temps, Tessa est dérangée par le fait que Hardin reçoive des messages de Molly sur son téléphone. Elle essaie de le confronter mais il la rejette et s'en va. Elle quitte l'appartement après l'avoir attendu et le trouve dans un restaurant en train de dîner avec Zed, Molly, Steph et Jace. Molly révèle les vraies intentions de Hardin avec Tessa en lui montrant une vidéo qu'elle a enregistrée après que Tessa a refusé de sortir avec Hardin lors de leur précédente soirée. Elle avoue que Hardin a commencé à côtoyer Tessa uniquement pour la séduire et ensuite rompre avec elle, pour se jouer d’elle. Tessa, choquée et désespérée, s'enfuit. Hardin la suit et essaie d'expliquer que c'était avant qu'il ne la connaisse et ne l'aime vraiment. Tessa rentre chez elle et se réconcilie avec sa mère et Noah qui lui pardonnent.
Pendant son cours de littérature, le professeur Soto montre à Tessa le travail réalisé par Hardin, persuadé que dans son essai il était question d'elle. Alors que Tessa le lit, elle retourne au lac où ils se sont embrassés pour la première fois. Hardin raconte dans sa lettre : « Tu m'as demandé, un jour, qui j'aimais le plus au monde. C'est toi. »

## Fiche technique
- Titre original : After
- Titre français : After : Chapitre 1
- Titre québécois : After : La Rencontre
- Réalisation : Jenny Gage
- Scénario : Susan McMartin, Tamara Chestna, Jenny Gage et Tom Betterton, d'après le roman d'Anna Todd
- Musique : Justin Caine Burnett
- Direction artistique : Thomas Valentine
- Décors : Lynne Mitchell et Rusty Smith
- Costumes : Alana Morshead
- Photographie : Tom Betterton et Adam Silver
- Montage : Michelle Harrison
- Production : Mark Canton, Jennifer Gibgot, Aron Levitz, Dennis L. Pelino, Courtney Solomon, Anna Todd et Meadow Williams
  - Production déléguée : Nicolas Chartier, Jonathan Deckter, David Dinerstein, Scott Karol, Eric Lehrman, Jason Resnick, Adam Shankman et Swen Temmel
- Sociétés de production : Voltage Pictures, CalMaple Media, Diamond Film Productions, Offspring Entertainment, Frayed Pages Entertainment et Wattpad Studios
- Sociétés de distribution : Aviron Pictures (États-Unis), SND (France)
- Pays de production :  États-Unis
- Langue originale : anglais
- Format : couleur (Technicolor) — 70 mm — 2,35:1 (VistaVision) — son Dolby numérique
- Genre : drame, romance
- Durée : 105 minutes[1]
- Dates de sortie[2] :
  - États-Unis et Canada : 12 avril 2019
  - France : 17 avril 2019

## Distribution
- Josephine Langford (VF : Maryne Bertieaux ; VQ : Ludivine Reding) : Theresa « Tessa » Young[3]
- Hero Fiennes-Tiffin (VF : Gauthier Battoue ; VQ : Alexandre Bacon) : Hardin Scott[3]
- Selma Blair (VF : Barbara Kelsch ; VQ : Catherine Proulx-Lemay) : Carol Young[4]
- Khadijha Red Thunder (VF : Diane Dassigny ; VQ : Célia Gouin-Arsenault) : Steph Jones[5]
- Dylan Arnold (VF : Martin Faliu ; VQ : Louis-Philippe Berthiaume) : Noah Porter[4]
- Inanna Sarkis (VF : Camille Donda ; VQ : Catherine Brunet) : Molly Samuels
- Shane Paul McGhie (VF : Simon Koukissa-Barney ; VQ : Nicolas Bacon) : Landon Gibson[5]
- Swen Temmel (VF : Jim Redler) : Jace[6]
- Samuel Larsen (VF : Juan Llorca ; VQ : Gabriel Lessard) : Zed Evans
- Peter Gallagher (VF : Guillaume Orsat ; VQ : Pierre Auger) : Ken Scott[7]
- Meadow Williams (VF : Brigitte Aubry) : Professeur Soto[8]
- Pia Mia (VF : Jade Jonot) : Tristan[9]
- Jennifer Beals : Karen Gibson/Scott[7]

Version française
- Société de doublage : Dubbing Brothers
- Direction artistique : Michel Derain

 Source et légende : version française (VF) sur RS Doublage ; version québécoise (VQ) sur Doublage.qc.ca

## Production

### Genèse et développement
Le 28 novembre 2017, Anna Todd annonce que Jenny Gage sera la réalisatrice du film.

### Attribution des rôles
Anna Todd, ayant récupéré les droits du film, annonce le 8 mai 2018, Julia Goldani Telles et Hero Fiennes-Tiffin qui ont passé l'audition pour être respectivement Tessa Young et Hardin Scott. Les acteurs sont choisis par Anna Todd elle-même, qui est tombée sous le charme de leur alchimie ensemble.
En juillet 2018, Julia Goldani Telles annonce qu'elle doit quitter le film à cause de problèmes dans son emploi du temps. Dans le même mois, Josephine Langford avait passé l'audition pour Molly Samuels mais a finalement été choisie pour incarner Tessa Young. Pia Mia a été choisie pour jouer Tristan, un personnage normalement masculin dans le livre. Le producteur exécutif Swen Temmel a été choisi pour jouer Jace.
Le 16 juillet, Shane Paul McGhie et Khadijha Red Thunder sont choisis pour jouer respectivement Landon Gibson et Steph Jones. Meadow Williams a été choisie pour jouer Professeur Soto, normalement un personnage aussi masculin dans le livre. Le 27 juillet, Peter Gallagher et Jennifer Beals sont choisis pour jouer Ken Scott et Karen Gibson, le père d'Hardin et la mère de Landon. Le 30 juillet, Selma Blair et Dylan Arnold ont été choisis pour jouer Carol Young, mère de Tessa, et Noah Porter, le petit-ami de Tessa. Ainsi que Inanna Sarkis et Samuel Larsen dans les rôles respectifs de Molly Samuels et Zed Evans.

### Tournage
Le tournage devait commencer en juin 2018 à Boston, Massachusetts. Début juillet, la productrice Jennifer Gigbot confirme que le tournage commencera le 16 juillet 2018 à Atlanta, Georgia peu de temps après avoir choisi Josephine Langford en tant que Tessa.

## Bande originale
| 1.  | Feel Something Good                    | Biltmore              |  |
| 2.  | Kiss the Sun                           | We Are the Fury       |  |
| 3.  | Your Magazines                         | Brain Tan             |  |
| 4.  | Say Hoe (Clean)                        | Cooley High           |  |
| 5.  | Wait A Bit                             | Ian Dunross           |  |
| 6.  | Wild and Reckless                      | Young Bizzle          |  |
| 7.  | Richer                                 | T-Flex                |  |
| 8.  | Step Ahead (feat. Son Little & DSARDY) | UNEQUAL               |  |
| 9.  | Still on Top                           | Kate York             |  |
| 10. | The Wave                               | Colouring             |  |
| 11. | Look After You                         | The Fray              |  |
| 12. | Get Lost                               | The First Times       |  |
| 13. | Complicated                            | Olivia O'Brien        |  |
| 14. | Raw                                    | Daye Jack             |  |
| 15. | Out of Love                            | Alessia Cara          |  |
| 16. | Someone To You                         | Banners               |  |
| 17. | Beige                                  | Yoke Lore             |  |
| 18. | Show & Tell                            | Sugar and the Hi-lows |  |
| 19. | Us                                     | James Bay             |  |
| 20. | Like That                              | Bea Miller            |  |
| 21. | The One Thing I Could Lose             | The First Times       |  |
| 22. | Blackout                               | Freya Ridings         |  |
| 23. | Light Me Up                            | Ingrid Michaelson     |  |
| 24. | Bitter Love                            | Pia Mia               |  |

## Accueil
Le film est sorti le 12 avril 2019 aux États-Unis et au Canada et le 17 avril 2019 en France,. Le film a été classé PG-13 aux États-Unis en raison de son contenu sexuel et des soirées.

### Critique
En France, le film, à peine sorti, reçoit des critiques mitigées de la part de la presse. Le site Allociné propose une note moyenne de 1,9⁄5 à partir de 7 critiques de presse.
Les magazines Closer et Télé Loisirs adressent des critiques plutôt positives notant que « Le film est fidèle à la retranscription du livre ». Tandis que les journaux DNA, LCI, Le Parisien et Le Dauphiné libéré n'hésitent pas à « démolir » le film en le décrivant comme « Aussi raplapla qu'un amour platonique, […] manque cruellement de piquant, […] teen movie porno soft, […] mièvrerie dégoulinante ».
Aux États-Unis, le site de critiques Rotten Tomatoes attribue au film une note moyenne de 3.84⁄10 avec 22 avis. Sur metacritic, le film obtient une note moyenne de 30⁄100 basée sur 8 avis, indiquant des « critiques généralement défavorables ». Les spectateurs interrogés sur CinemaScore ont attribué la note de B sur une échelle entre A et F tandis que ceux sur le site PostTrak (en) lui ont attribué 2,5 étoiles sur 5.

### Box-office
Au 21 mai 2019, plus d'un mois après sa sortie en salles, After a rapporté plus de 12 millions de dollars aux États-Unis et plus de 52 millions de dollars sur le marché international. Le budget de production du film ayant été de 14 millions de dollars, le film a rapporté environ 50 millions de dollars.
En France, After : Chapitre 1 a été premier au classement du box office la semaine de sa sortie avant d'être détrôné par Avengers: Endgame. Il a rapporté plus de 9 millions de dollars dans les salles françaises.
| Pays ou région    | Box-office        | Date d'arrêt du box-office | Nombre de semaines |
| ----------------- | ----------------- | -------------------------- | ------------------ |
| États-Unis Canada | 12 138 565 $      | 6 juin 2019                | 8                  |
| France            | 1 228 756 entrées | 12 juin 2019               | 8                  |
| Total mondial     | 69 497 587 $      | -                          | 16                 |

## Distinctions
Récompenses :
- Teen Choice Awards 2019 :
  - Meilleur film dramatique
  - Meilleur acteur dans un film dramatique pour Hero Fiennes-Tiffin
  - Meilleure actrice dans un film dramatique pour Josephine Langford

## Autour du film

### Suite
Après le succès du premier film, une suite est confirmée au cinéma. Ce deuxième film, After : Chapitre 2 (After We Collided), est réalisé par Roger Kumble.